# Schoonbroek (Apeldoorn)
Schoonbroek was een stenen bouwwerk in de Nederlandse stad Apeldoorn, provincie Gelderland. Het is niet geheel duidelijk wat de functie van het gebouw was: het kan gaan om een kasteel, een versterkt adellijk huis, een uithof van een klooster of om een spieker.

## Geschiedenis
Het eerste huis Schoonbroek zal rond 1350 zijn gebouwd, min of meer tegelijk met de ontginningsactiviteiten in het omringende gebied. Tot ongeveer 1335 was de omgeving nog voorbehouden aan de graaf van Gelre, maar rond dat jaar gaf Reinald II de wildernis vrij voor ontginning. Een van de partijen die zich met het ontginningswerk bezighield, was het Arnhemse klooster Monnikhuizen. Schoonbroek was dus mogelijk een uithof of het werd door het klooster gebruikt als spieker: een plek om het geoogste graan veilig op te slaan.
Het huis Sconenbroicke wordt voor het eerst vermeld in 1357. Het betreft een rekening van Lambert Arnold Philipszoon. Deze rekening was opgenomen in de cameraarsrekeningen van Deventer.
Waarschijnlijk begin 15e eeuw is het gebouw verwoest door een brand. De restanten zijn hierna volledig afgebroken.
In de 16e eeuw werd 500 meter ten zuidwesten van het oorspronkelijke gebouw een nieuw huis Schoonbroek gebouwd. De familie Van den Gruijthuijsen was gedurende een lange periode de eigenaar hiervan. In 1977 werd het afgebroken.
Op het kasteelterrein is een industrieterrein aangelegd.

## Beschrijving
Uit archeologisch onderzoek in de jaren 90 kwam naar voren dat het middeleeuwse huis een lang, smal zaalgebouw betrof van 24,6 bij 8 meter. Het zou kunnen gaan om een verdedigbare zaaltoren met mogelijk een uitkragende verdieping. Er werden geen kelder en geen binnenmuren aangetroffen. Het dak bestond uit leisteen, met aan één zijde een puntgevel en aan de andere zijde een wolfseind. Rondom het gebouw lag een gracht van 10-11 meter breed die met water werd gevoed via een sloot of nabijgelegen beek. Het huis werd via een brug bereikt. Bij de opgravingen is tevens aardewerk uit de 14e en 15e eeuw aangetroffen en deurbeslag.
In 2021 volgde nieuw onderzoek ten zuidwesten van het kasteelterrein. De gracht werd hierbij opnieuw teruggevonden. Verder werd een spieker ontdekt en trof men baksteenpuin aan. Ook zijn aardewerkscherven en een deel van een schep gevonden.
Het 16e-eeuwse huis beschikte over dikke muren en een piramidevormig dak.

## Trivia
Bakstenen die vrijkwamen bij de opgraving in de jaren 90, zijn hergebruikt in Archeon ten behoeve van een nagebouwd 14e-eeuws gebouw.
Aalst · Aardenburg · Acquoy · Aerdt · Agistaldaburg · Ahof · Aldenhaag · Aller · Ambe · Ammersoyen · Ampsen · Andelst · Angeroyen · Appelburg · Appelse walburg · Appeltern · Arler · Baak · Babberich · Baer · Baerle · Bakerbosch · Balgoij · Barlham · Batenburg · Beek · Beerenclaauw · Bemmel · Bevervoorde · Bergh · Biljoen · Bingerden · Blankenborg (Laren) · Blankenborg · Blauwe Huis · Blokhuis (Ravenswaaij) · Boelenham · Boetselaersborg · Borculo · Boswaai · Brakel · Den Brakel · Den Bramel · Bredevoort · Broekhuizen · Bronkhorst · Bruchem · Bruinhorst · Brunsberg · Bulkestein · Bunswaard · Burcht van Tiel · Buren · De Buurse · Byland · Byvanck · Caetshage · Camphuysen · De Cannenburch · de Cloese · Coldenhove · Culemborg · Dedinckweerd · Delwijnen · Didam · Diepenbroek · Hof te Dieren · Huis Dijck · Dikke Tinne · Doddendaal · Dodewaard · Doornenburg · Doornik · Doorwerth · Dooyenburg · Dorth · Doseburg · Drakenburg · Dreumel · Druten · Duivelshuis · Eerbeek · De Ehze · Elburg · Eldrik · Emmerik · Engelenburg · Groot Engelenburg · Engelrode · Enghuizen · Enspijk · De Essenburgh · Essenpas · Est · Fokkinck · Gameren · Geerestein · Geldermalsen · De Gelderse Toren · Geldersweerd · Gellicum · Gendt · Gennepestein · Glindhorst · Goudenstein · ‘s-Grevenhoef · Groot Hell · Groenlo · Groesbeek · Huis te Groesbeek · Grunsfoort · Gulden Spijker · Hackfort · Hackforts Veenhuis · Hagen · Hagevoort · Hamerden · Hanepol · Harreveld · Harslo · Hassink · Het Haveke · Hedel · Heeckeren · De Heegh · Hees · De Heest · Hellouw · Hemmen · Hernen · Motte van Hernen · Heumen · Heusden · Hoekelum · Hoekenburg · De Hoeve · De Hof · Hof d'Ooy · Hof van Arkel · Huis het Holt · Holthuis · Het Holtslag · Ter Horst · Houberg · St. Hubertus · Huissen · Hulhuizen · Hulkestein · Hulsen · Hunneschans bij De Duno · Hunneschans bij Uddel · Jonker Bloo · 't Joppe · De Kamp · Karssenberg · Kemnade · Keppel · Kermestein · Kernhem · Kervel · Kiefskamp · De Kinkelenburg · Klein Enghuizen · Kleverburg · Kortenhoeve · Laag Helbergen · Lakenburg · Landfort · Langen · Latenstein · De Lathmer · Lathum · Ter Lede · Leegpoel · Leemcuyl · Leeuwen · Leeuwenbergh · Lensenburg · Lent · Leur · Leuvenum · Leyenburg · Lichtenvoorde · Lievenstein · Loenen · Loevestein · Loil · Loowaard · Luynhorst · Hof te Maasbommel · Magerhorst · Malburgen · Malderburcht · Malsen · Manhorst · Marhulsen · De Marsch · Marveld · Mathena · Maurik · Medel · Medestein · 't Medler · Meinerswijk · De Mellard · Mensink · Mergelp · Meteren · 't Meyerink · Middachten · Millingen · Mussenberg · Nagelhorst · Nederhagen · Nederhemert · Neerijnen · Huis Neerijnen · De Nesch · Nettelhorst · Nieuwe Blokhuis ·  Nijburg · Nijenbeek · Old Putten · Notenstein · Nye Huis · Olde Spijker · Oldenaller · Oldenhof (Driel) · Oldenhof (Heteren) · De Ooij · Oolde · Oud Oolde · Oosterhout · Ophemert · Opijnen · Oud Ampsen · Oude Blokhuis · Het Oude Loo · Oude Voorst · Oudenborch · Oud-Wisch · Huis te Overasselt · Overeng · Overhagen · Overlaar · 't Oye · Palmestein · De Parck · Persingen · Plekenpol · Ploen · Pluimenburg · Poederoijen · Poelwijck · Poelwijk · De Pol (Dreumel) · Huis de Poll (Huis te Gietelo) · De Poll (Huissen) · Pollenbering · Pollenstein · Puttenstein · Het Raasink · Ravenhorst · De Rees · Ressen · Reuversweerd · Reygersfoort · Rhijnestein · Huis Rijswijk · Rode Toren · Roode Wald · Rosande · Rosendael · Rossum · Rumpt · Ruurlo · Rijsselt · Schadewijk · Schaffelaar · Scherpenzeel · Schoonbroek · Schoonderbeek · Schoonenburg · Schuilenburg · Schuilkerke · Hof te Seelbeek · Sevenaer I · Sevenaer II · Sinderen (Oude IJsselstreek) · Sinderen (Voorst) · Slangenburg · Sleeburg · Slimsijp · De Snor · Soelen · Spaansweerd · Spaldorp · Spijk · Staverden · Sterkenburg · Swanepol · Tarthorst · Teisterbant (Kerk-Avezaath) · Teisterbant (Kerkdriel) · Ter Dicke · Tolhuis · Tolhuis (Tiel) · Tollenburg · Tongerlo · Toren van Wely · Tuil · Ubbergen · Uilenburg (Ewijk) · Uilenburg (Heteren) · Ulenpas · Ulft · Upladen · Valburg · Valkhofburcht · Valkhofpalts · Vanenburg · Varik · Hof te Varsseveld · 't Velde · Velhorst · Verwolde · Vierakker · De Voorst · Voorstonden · Vorden · Vosbergen · Vredenburg · Vredestein (Driel) · Vredestein (Ravenswaaij) · Vuren · Waardenburg · Waddestein · Wadenoijen · Waede · Wageningen · Walfort · 't Waliën · De Wardt · Watergoor · Watermeerwijk · Wayenstein (Huis te Herwijnen) · Well (Huis van Malsen) · Weijenrade · Westenburg · Westerholt · Weurt · De Wiersse · Wijenburg (Echteld) · De Wildenborch · De Wildt · Wilp · Wilperhorst · Winssen · Wisch · Wychen · Wolfswaard · Woolbeek · Yrst · IJzendoorn · Zeeland · Zilveren Spijker · Zuilichem · Zwaluwenburg · Zwanenburg (Heerde) · Zwanenburg (Megchelen)